# Jawaharlal Nehru Stadium (Shillong)
Pour les articles homonymes, voir Jawaharlal Nehru Stadium.
 (septembre 2024).
Si vous disposez d'ouvrages ou d'articles de référence ou si vous connaissez des sites web de qualité traitant du thème abordé ici, merci de compléter l'article en donnant les références utiles à sa vérifiabilité et en les liant à la section « Notes et références ».
Le Jawaharlal Nehru Stadium (en hindi : जवाहरलाल नेहरू स्टेडियम) est un stade indien se situant à Shillong dans l'État de Meghalaya. Il comporte 30 000 places.
Il accueille les matchs à domicile des clubs du Shillong Lajong et du Royal Wahingdoh FC.